# Marquette (Wisconsin)
Marquette es una villa ubicada en el condado de Green Lake en el estado estadounidense de Wisconsin. En el Censo de 2010 tenía una población de 150 habitantes y una densidad poblacional de 148,12 personas por km².

## Geografía
Marquette se encuentra ubicada en las coordenadas 43°44′47″N 89°8′18″O / 43.74639, -89.13833. Según la Oficina del Censo de los Estados Unidos, Marquette tiene una superficie total de 1.01 km², de la cual 1.01 km² corresponden a tierra firme y (0%) 0 km² es agua.

## Demografía
Según el censo de 2010, había 150 personas residiendo en Marquette. La densidad de población era de 148,12 hab./km². De los 150 habitantes, Marquette estaba compuesto por el 100% blancos, el 0% eran afroamericanos, el 0% eran amerindios, el 0% eran asiáticos, el 0% eran isleños del Pacífico, el 0% eran de otras razas y el 0% pertenecían a dos o más razas. Del total de la población el 1.33% eran hispanos o latinos de cualquier raza.